# Look Sharp Live
Look Sharp Live är en konsertvideo av svenska popduon Roxette, släppt till VHS i oktober 1989. Den innehåller bland annat inspelningar från Borgholms slott 1989. De flesta filmningarna gjordes av ett amerikanskt team, även flygfotografierna som togs från helikopter uppe i luften.

## Låtlista
1. "The Look"
2. "Dressed for Success"
3. "Dance Away"
4. "Dangerous"
5. "Cry"
6. "Paint"
7. "Silver Blue"
8. "Listen to Your Heart"